# قهوه یزدی
قهوه یزدی که در شهر یزد به قهوه روضه‌ای یا قهوه عزاداری نیز مشهور است، قهوه‌ای است که بر اساس شواهد و اسناد موجود، دست‌کم از زمان قاجار، در ماه محرم، در شهر یزد تهیه و به عزاداران تعارف می‌شود.
این قهوه که شیوه تهیه آن مختص شهر یزد است، در خانواده قهوه‌هایی است که از دیرباز در منطقه خاورمیانه و خاور نزدیک، همچون قهوه تُرک، قهوه ارمنی و قهوه عربی، تهیه می‌شده است.
قهوه یزدی در تیر ماه سال ۱۳۹۸ در اجلاس سراسری میراث فرهنگی ناملموسِ ایران به ثبت ملی رسید.

## تاریخچه
قهوه راه خود را از زادگاه خود، اتیوپی، به شبه‌جزیره عربستان، یمن، و سپس ایران و دیگر کشورهای همسایه باز کرد. روش تهیه قهوه در کشورهای عربی به این صورت بود که دانه‌های قهوه را با ادویه‌های مختلف از جمله زنجبیل، دارچین و هل بوداده می‌کردند و آن را بدون افزودن شکر، به‌صورت تلخ می‌نوشیدند. در ایران نیز، بنا به سلیقه و ذائقه ایرانی، قهوه در مناطق مختلف به شیوه‌های مشابه اما با افزودنی‌های دیگری تهیه می‌شده است. در دانشنامه ایرانیکا آمده است که نخستین باری که نام قهوه در یک سند ایرانی آمده است، در رسالات عمادالدین محمود بن مسعود شیرازی (۹۱۵ خورشیدی، ۱۵۳۷ میلادی)، پزشک ایرانی، بوده است. از آنجایی که بنا به اسناد دربار عثمانی، قهوه در امپراتوری عثمانی نیز در همین حدود تاریخی معرفی و تهیه شده است، این تاریخ در مورد ایران نیز می‌تواند معتبر باشد.
تعارف قهوه در مراسم ترحیم و عزاداری، از گذشته در خاورمیانه و خاور نزدیک معمول بوده است و در ایران به آن قهوه ترحیم می‌گفتند. تهیه قهوه ترحیم و دم کردن آن در ایران، بسیار شبیه به تهیه قهوه ترک است، با این تفاوت که به آن اندکی گلاب و نبات نیز هنگام طبخ اضافه می‌شده است.
اما قهوه یزدی، که شیوه تهیه آن مختص این شهر و طعم آن با ذائقه سفره یزدی، در طی سده‌های گذشته شکل گرفته است، آن را نسبت به سایر قهوه‌های تهیه شده در این منطقه شاخص می‌کند.
سید محمود نجفیان، پژوهشگر تاریخ یزد، پیشینه توزیع قهوه در مراسمات را به زردشتیان یزد نسبت می‌دهد. او معتقد است که همچنان که واژه پُرسه، به معنی مجلس ترحیم، از زردشتیان به دایره واژگانی مسلمانان یزد وارد شده است، برخی از مناسک نیز، همچون تعارف قهوه نیز از سنت‌های زردشتی بوده است که وارد فرهنگ عزاداری مسلمانان شهر یزد شده است.
در روایت‌های سینه به سینه و شفاهی، این قهوه قدمتی دیرین دارد و از دوران صفویه توزیع آن در مراسم محرم، اما نخستین سند مکتوب آن متعلق است به وقف‌نامه خانه امام حسینی یزد که در سال ۱۲۴۸ ه‍.ق (برابر با ۱۲۱۱ خورشیدی و ۱۸۳۲ میلادی) تنظیم شده است.
هرچند امروزه در شهر یزد، این قهوه در تکایا و حسینیه‌های متعددی تعارف می‌شود، اما قهوه‌ای که در خانه امام حسینی توزیع می‌گردد، بی وقفه و با همان شیوه‌ای که در دو سده گذشته و از زمان قاجار طبخ می‌شده، ساخته و میان عزاداران پخش می‌شود و از این رو، معیارِ قهوه یزدی همان است که در این خانه تهیه می‌شود.
این قهوه که گاه به همراه کیک یزدی تعارف می‌شود، حتماً توسط یکی از خادمین و با وضو توزیع می‌شود.
در تهیه این قهوه، که طول مدت پخت آن به حدود پنج‌شش ساعت می‌رسد، علاوه بر قهوه بوداده شده، از هِل، نبات و گلاب نیز استفاده می‌شود.
قهوه یزدی در تیر ماه سال ۱۳۹۸ در اجلاس سراسری میراث فرهنگی ناملموسِ کشور به ثبت ملی رسید.

## ثبت در میراث ناملموس ایران
قهوه یزدی در تیر ماه سال ۱۳۹۸ در اجلاس سراسری میراث فرهنگی ناملموسِ ایران به ثبت ملی رسید.
طی نشست‌هایی که در جلسه شورای عالی ثبت میراث ناملموس کشور در تیرماه ۱۳۹۸ در شهر اردبیل برگزار شد، این قهوه به عنوان میراث ناملموس کشور، در تاریخ ۴ تیرماه ۱۳۹۸، با شماره ۱۸۹۳ به ثبت ملی رسید.

## شیوه تهیه
بر اساس دستوری که قهوه‌پزان خانه امام حسینی نزدیک به دو قرن است که رعایت می‌کنند، شیوه معیار برای طبخ این قهوه آن چیزی است که در خانه امام حسینی تهیه می‌شود و به این شرح است:
برای تهیه قهوه یزدی، به‌صورت سنتی، قهوه را با آسیاب سنگی، آسیاب کرده و سپس آن را تفت می‌دهند. سپس با توجه به حجمی که قرار است قهوه تهیه شود، آن را در دیگ مسی، در آب حل کرده و روی آتشِ تند به جوش می‌آورند. در این مدت که قهوه چندین ساعت جوش (چهار تا شش ساعت) می‌زند، باید به‌طور مداوم هم‌زده شود تا سرریز نکند.
پس از پخت، قهوه زغال گداخته شده داخل آن انداخته شده و سپس با پارچه حریر صاف می‌شود تا ناخالصی‌ها و پسماند قهوه از مایع به‌دست آمده جدا شود.
سپس به آن شکر اضافه شده و مجدداً به پخت ادامه می‌دهند تا قهوه جا بیافتد و به غلظت مورد نظر برسد؛ کمی پیش از توزیع قهوه به میهمانان و عزاداران به آن گلاب و هلِ ساییده شده اضافه می‌شود.
این قهوه را با قوری‌های مسی و در فنجان یا استکان‌های کوچک، همانند فنجانِ قهوه ترک، و گاه به همراه کیک یزدی تعارف می‌کنند.